# Університет Тамагава
Університет Тамагава (яп. 玉川大学, Tamagawa daigaku; англ. Tamagawa University) — японський університет розташований у місті Матіда, Японія. Університет складається із 16 кафедр на семи факультетах (бакалавріат), а також семи програм на отримання ступеня магістра, і чотири програми на отримання ступеня доктора. Бувши частиною кампусу Tamagawa Gakuen, школа засновувалася японським реформатором освіти Кунійосі Обара.

## Коледжі для студентів
- Гуманітарний коледж
- Сільськогосподарський коледж
- Інженерний коледж
- Коледж ділового адміністрування
- Коледж освіти
- Коледж мистецтв
- Коледж мистецтв та наук

## Аспірантура
- Вища школа гуманітарних наук
- Вища школа сільського господарства
- Вища інженерна школа
- Вища школа менеджменту
- Вища школа освіти
- Вища школа освіти (професія викладача)
- Вища школа наук про мозок